# 2008年夏季奥林匹克运动会中国田径队
参加2008年北京夏季奥林匹克运动会的中国田径队共计114人，其中男运动员32人，女运动员45人，官员与工作人员37人，领队罗超毅。田徑为中国代表团参赛人数最多的项目。本届参赛运动会达77人之多，超過2004年雅典奧運會的47人、2000年悉尼奧運會的38人，創下中國田徑參加奧運會的紀錄。本届中国代表团參加田徑47個小項中的33個小項比賽。2004年雅典奧運會中國憑邢慧娜在女子10000米、劉翔在男子110米跨欄取得兩枚金牌。本届400米跨欄运动员黃瀟瀟因公佈名單前一天的訓練跟腱舊傷復發無法出席。接力賽方面，中國分別在男子4X100米、男子4X400米、女子4X400米三個項目取得參賽資格。

## 官员构成
- 领队：罗超毅，副领队：王大卫和冯树勇；
- 教练：胡新民、林治强、余维立、张景龙、李庆、赵勇、李国雄、张国伟、孙海平、芦泉彬、沙应正、宋绍利、熊杰、李健、谭洪海、梁松利、苏景海、张阜新、张清华、何幼棣、丛玉珍、何增生、李正、叶奎刚、李梅素、杨文科、朱华刚、李善增和史美创；
- 管理：王晓莹、付维波；
- 隊医：江山、李旭坤、黄昌太。

## 男子参赛项目
男子组参赛人员32人，分布于15个小项。

100米：张培萌、温永毅、陆斌、梁嘉鸿、胡凯、邢衍安

110米栏：刘翔、史冬鹏、纪伟

400米：刘孝生、汤晓茵

800米：李翔宇

1500米：刘青

馬拉松：任龙云、邓海洋、李柱宏

20公里競走：韩玉成、褚亚飞、王浩、董吉敏

50公里競走：虞朝鸿、李建波、赵成良、司天峰

跳高：黄海强

400米栏：孟岩

撑杆跳高：刘飞亮

跳远：李润润、周灿、周杨

三级跳远：仲敏维、顾俊杰、李延熙、谢荔梅

标枪：陈奇

十项全能：齐海峰

## 女子组参赛项目
女子组参赛人员45人，分布于17个小项目。

100米：蒋兰，王静、秦旺萍、陶宇佳

4X100接力：陈珏

200米：韩玲

400米：陈静文

4X400接力：王金萍

5000米：薛飞、何盼

10000米：张莹莹、董晓琴

馬拉松：白雪、周春秀、朱晓琳、陈荣、张淑晶

20公里競走：刘虹、蒋秋艳、杨明霞、时娜、

3000米障碍：李珍珠、朱艳梅、金源、赵艳妮

跳高：郑幸娟

鏈球：張文秀